# Deux-Verges
Deux-Verges é uma comuna francesa na região administrativa de Auvérnia-Ródano-Alpes, no departamento de Cantal. Estende-se por uma área de 11,8 km². Em 2010 a comuna tinha 50 habitantes (densidade: 4,2 hab./km²).